# 1992 في جنوب إفريقيا
فيما يلي قوائم الأحداث التي وقعت خلال عام 1992 في جنوب أفريقيا.

## رياضة
- 6 سبتمبر – جائزة جنوب أفريقيا الكبرى للدراجات النارية 1992

## مواليد

### أبريل
- 22 أبريل – رولين شتراوس

### يوليو
- 15 يوليو – وايد فان نيكيرك عداء سرعة جنوب أفريقي.

### أغسطس
- 10 أغسطس – شانيل سيموندز لاعبة كرة مضرب جنوب أفريقية.
- 12 أغسطس – تامارين هندلر لاعبة كرة مضرب بلجيكية.

### أكتوبر
- 9 أكتوبر – بونغاني زونغو لاعب كرة قدم جنوب أفريقي.

## وفيات

### يناير
- 1 يناير – تشارلي وير (مواليد 1956) ملاكم جنوب أفريقي.